# Federico O. Escaler
Federico O. Escaler SJ (* 28. Juni 1922 in Manila; † 28. November 2015 ebenda) war ein philippinischer Ordensgeistlicher und Prälat von Ipil. 

## Leben
Federico O. Escaler trat der Ordensgemeinschaft der Jesuiten bei und empfing am 19. Juni 1954 die Priesterweihe.
Papst Paul VI. ernannte ihn am 12. Juni 1976 zum Prälaten von Kidapawan und Titularbischof von Girus Tarasii. Der Erzbischof von Manila, Jaime Lachica Kardinal Sin, spendete ihm am 6. September desselben Jahres die Bischofsweihe; Mitkonsekratoren waren Patrick H. Cronin SSCME, Erzbischof von Cagayan de Oro, und Gérard Mongeau OMI, Bischof von Cotabato. 
Wegen der geänderten Vergaberichtlinien verzichtete er am 18. Februar 1978 auf seinen Titularsitz. Papst Johannes Paul II. bestellte ihn am 23. Februar 1980 zum Prälaten von Ipil. Am 28. Juni 1997 nahm Johannes Paul II. seinen altersbedingten Rücktritt an. Escaler starb im November 2015 im Alter von 93 Jahren und wurde am 2. Dezember desselben Jahres beigesetzt.